# .id
.id este un domeniu de internet de nivel superior, pentru Indonezia (ccTLD).